# Eparchie karagandská
Eparchie Karaganda je eparchie ruské pravoslavné církve nacházející se v Kazachstánu.

## Území a titul biskupa
Zahrnuje správní hranice území Karagandské oblasti.
Eparchiálnímu biskupovi náleží titul biskup karagandský a šachtinský.

## Historie
Eparchie byla zřízena rozhodnutím Svatého synodu dne 6. října 2010 z části území astanské a šymkentské eparchie. Stala se součástí Kazachstánského metropolitního okruhu.

## Seznam biskupů
- - 2010–2011 Alexandr (Mogiljov) dočasný správce
- od 2011 Sevastian (Osokin)